# Petalidium rupestre
Petalidium rupestre är en akantusväxtart som beskrevs av Spencer Le Marchant Moore. Petalidium rupestre ingår i släktet Petalidium och familjen akantusväxter. Inga underarter finns listade i Catalogue of Life.